# Chalmersbaletten
Chalmersbaletten är en showdansgrupp som består av ett gäng studenter, tjejer som killar, som dansar och uppträder på diverse företags- och födelsedagsfester, invigningar och jubileer. Chalmersbaletten startade 1963 och är en förening under Chalmers studentkår. 
Chalmersbalettens repertoar består bland annat av de klassiska danserna CanCan, som var premiärdansen för föreningen 1963 och är ett stående inslag än idag, samt Charleston. En annan av balettens mest populära danser är till låten This Is the Way, som framförs med glittriga paljettkläder. Danserna framförs med musik från AllianceOrchestret och de två föreningarna uppträder gärna tillsammans med musik, dans och gückel. Förutom de olika danserna kan gruppen även ses marscherande till AllianceOrchestrets toner på olika evenemang som Cortegen, Prideparaden i Göteborg samt på Studentorkesterfestivalerna i Uppsala och Linköping.
Scenkläderna till de olika danserna sys av medlemmarna själva och varje dans har en egen klädeskollektion. Utanför scenkläderna ses Chalmersbaletten med sina röda overaller, prydda med medaljer och märken.